# Maytenus oleoides
Maytenus oleoides là một loài thực vật có hoa trong họ Dây gối. Loài này được (Lam.) Loes. mô tả khoa học đầu tiên năm 1942.

## Hình ảnh

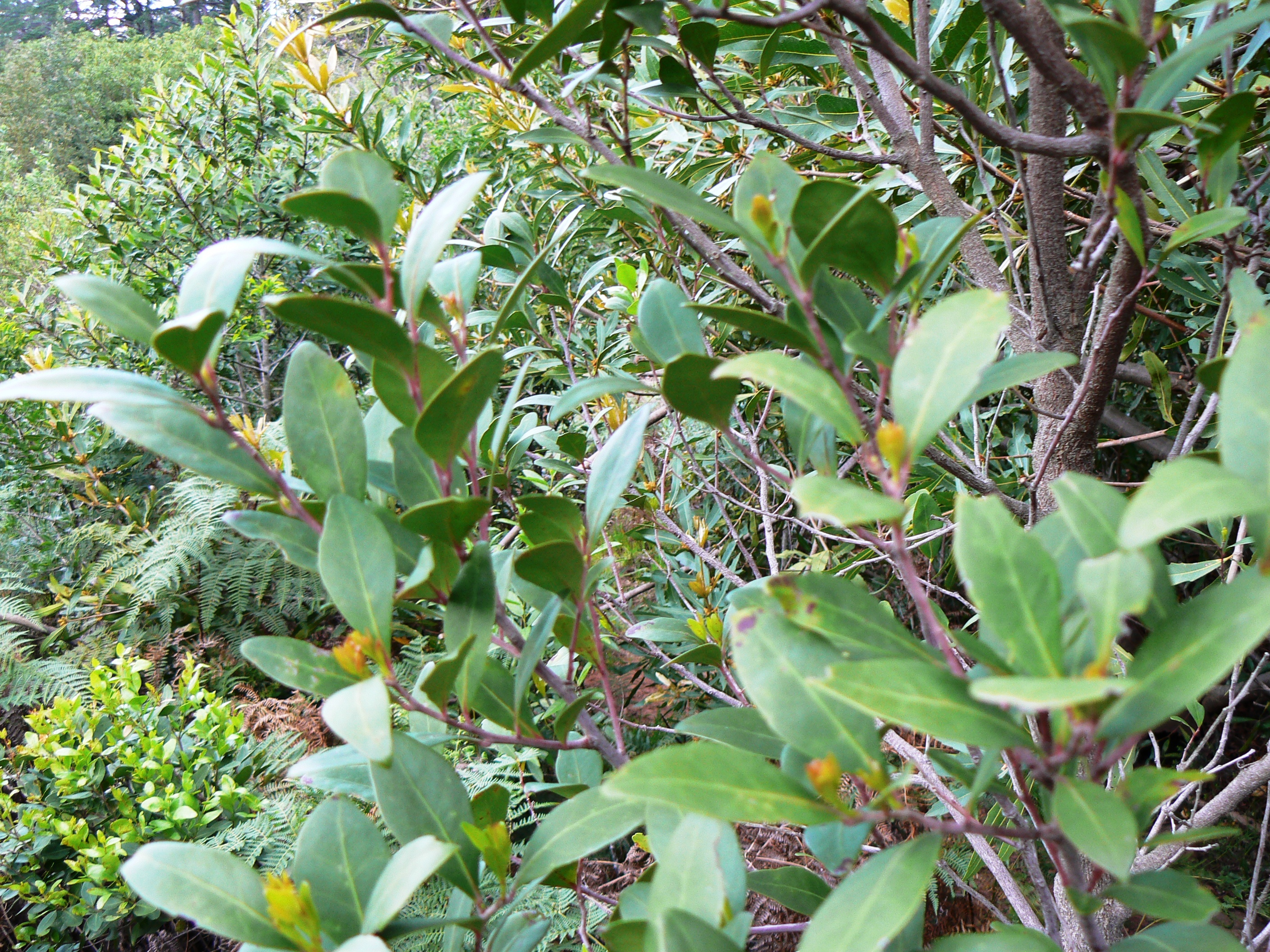
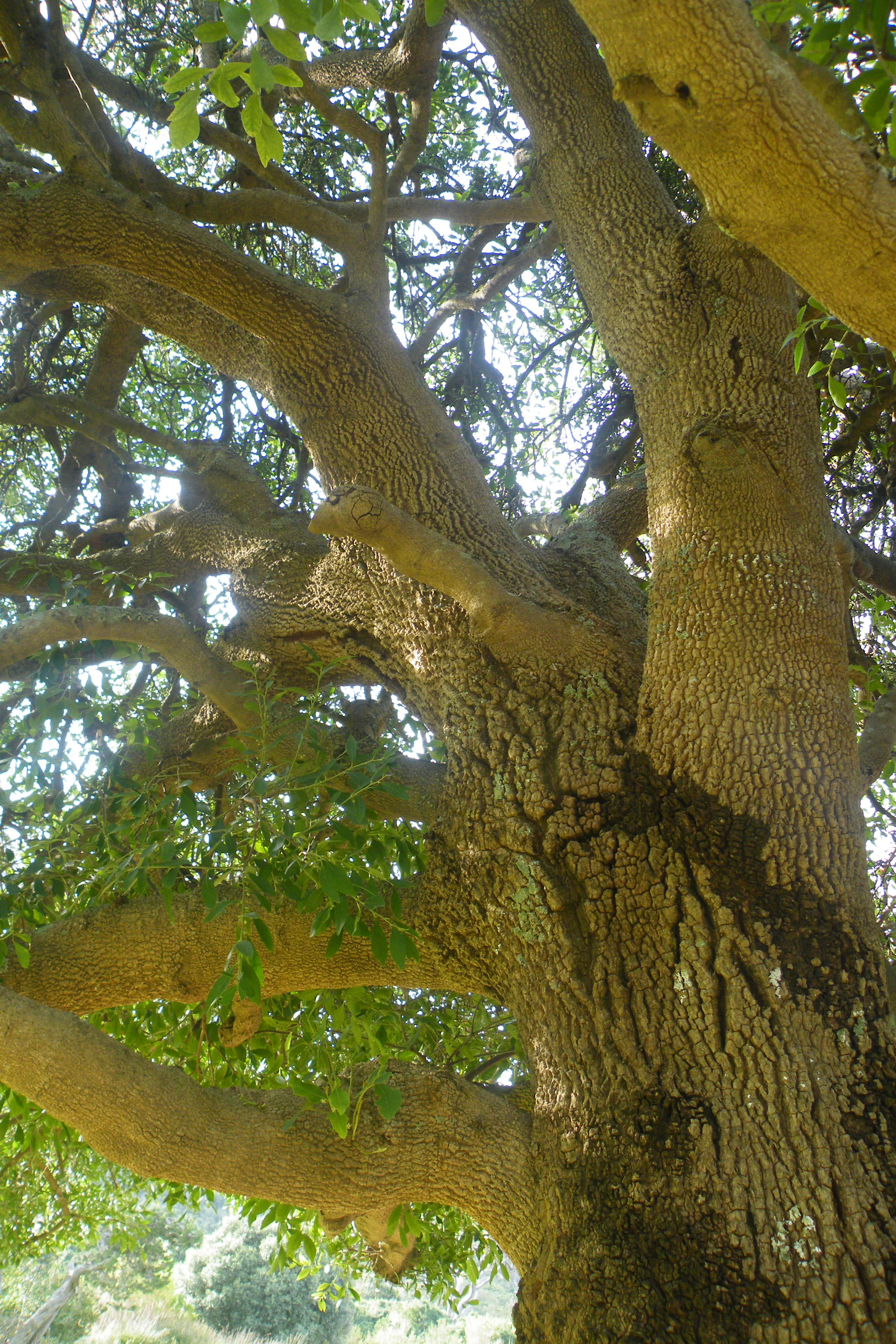
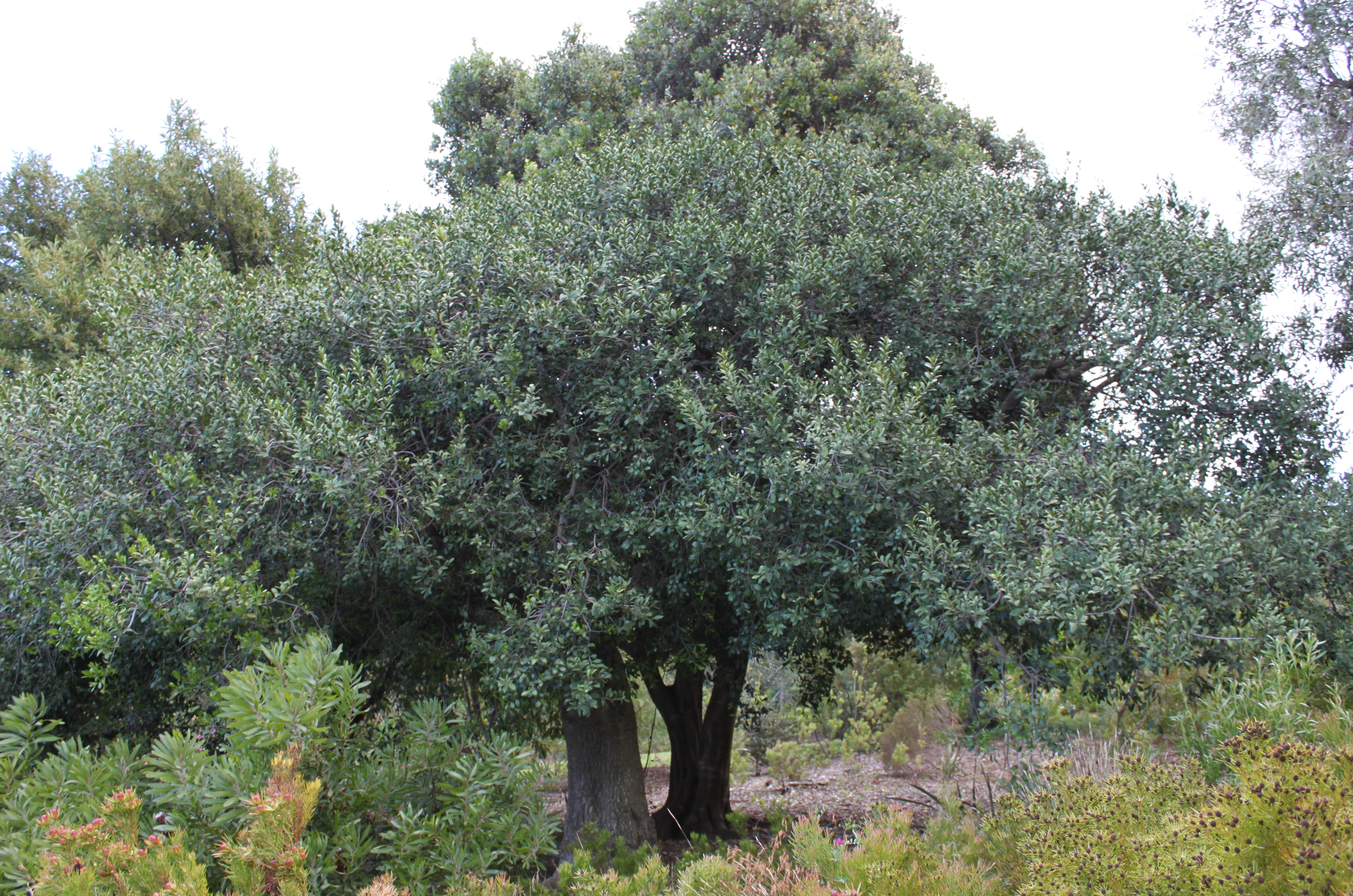